# Francesc Sallarès i Salt
Francesc Sallarès i Salt (Sabadell, 28 de juny de 1838 - 8 de febrer de 1910) fou un escolapi. Va ser professor, entre d'altres, d'Àngel Guimerà, Antoni Gaudí i Puig i Cadafalch.

## Biografia
Francesc Sallarès estudià filosofia i matemàtiques al col·legi dels escolapis de Moià i teologia a Barcelona. Acabada la carrera, va ser destinat a Reus, a Terrassa i, el 1869, a Sabadell. Entre 1875 i 1879 va ser director del col·legi de Sabadell, anys que coincidiren amb el litigi amb l'Ajuntament per l'edifici dels escolapis de la plaça de Sant Roc. Tot seguit va ser destinat a Mataró. L'última etapa de la seva vida la passà novament a Sabadell, al col·legi escolapi, afectat d'una ceguesa gairebé total, que no li impedí continuar ensenyant llatí, grec, filosofia i matemàtiques, ni fou obstacle per col·laborar en l'obra del Diccionari Català-Valencià-Balear de mossèn Antoni Alcover, a qui li feu arribar més de quatre mil cèdules. Francesc Sallarès va ser professor d'Àngel Guimerà, Antoni Gaudí i Josep Puig i Cadafalch, a Barcelona, Reus i Mataró, respectivament.
L'any 1910 Sabadell li dedicà un carrer.